# Slunt
Slunt es un grupo neoyorquino de rock alternativo fundado en el año 2002. Actualmente está formado por la vocalista y guitarrista Abby Gennet, el guitarrista Pat Harrington, la bajista Ilse Baca y el baterista Charles Ruggiero. Están fuertemente influenciados por el grupo australiano AC/DC, buscando una mezcla entre el rock clásico y el más rudo heavy metal.
El grupo ha editado dos discos de estudio: Get a Load of This y One Night Stand.

## Miembros actuales
- Abby Gennet – Vocalista, guitarra rítmica.
- Pat Harrington – Guitarra solista
- Ilse Baca – Bajo, Coros (Desde 2006).
- Charles Ruggiero – Batería

## Discografía
- Get a Load of This – 2005
- One Night Stand – 2006

- Datos: Q7542330